# Livraison illicite

Livraison Illicite (Maximum Speed) est un téléfilm allemand sorti en 2000 ; il est réalisé par Sigi Rothemund et produit par Action Concept.  
Le personnage principal est Markus, interprété par Erdogan Atalay (comédien ayant joué dans Alerte Cobra).

## Synopsis
Markus Schneider est un coursier allemand. Il parcourt les rues de Berlin en roller à toute allure. Faller et Gruber — commissaires de police — et leur supérieur Jurgen Meifart, exercent eux un deuxième métier illicite : ils prennent dans les locaux de la police de la cocaïne qui est saisie et la revendent par les coursiers à des personnes généralement riches, très riches. Un jour, deux clients - Hübner et Sterlitz - revendent la livraison. C’est alors que Gruber et Faller tuent Hübner et Sterlitz et mettent ces meurtres sur le dos de Markus. Une course contre la montre commence alors, Markus étant recherché par la police.

## Distribution
- Erdoğan Atalay : Markus Schneider
- Bojanac Golenac : Laura Marks
- Guntbert Warns : Stephan Hartmann